# 岩倉榮利
岩倉榮利（いわくら えいり、栄利とも、1948年 - 2019年7月17日 ）は、日本のインテリアデザイナー、家具デザイナーである。岩倉榮利造形開発研究所代表。福島県生まれ。

## キャリア
1970年、家具デザイナー島崎信デザイン研究所に入所した。1981年渋谷PARCOパート3、に自身のブランドショップ「ROCKSTONE」をオープンした。1981年、代官山パークサイドビレッジに、「ROCKSTONE SHOWROOM」をオープンした。1999年、横浜みなとみらい21、クイーンズタワーAに「KURAHAUS」ショールームをオープンした。2006年、表参道に、「ロックストーン表参道」をオープンした。2008年、パリルーブル美術館で開催された「感性 Kansei-Japan Design Exhibition」に出展した。2008年、オフィス、ショールームを駒場に移転した。
「tobi（都美）」、「ROCKSTONE」など、30年間で5つのブランドを創設した。講演会では、「ものづくりの原点は“こんな家に住みたい”という思いが基本。自分が欲した商品は長く支持される」と語り、廃盤になった商品が一つもないという。「都美」ではモダンで木の風合いを生かしたいすや照明器具をデザインし、「東京の洋家具は、江戸以来の家具職人の技を受け継ぎ、粋な気風が感じられる」と話した。2011年4月、林業の生産が落ち込んでいる奈良県十津川村から家具の製作を依頼され、その直前に村を観光で訪れていた岩倉は、「村民の温かさと豊かな自然にひかれていた」と快諾した。途中紀伊水害による中断を余儀なくされたが、ベンチいすやいろりテーブルなど商品化にこぎ着け、東京と上海で販売されるようになった。2012年２月、再び村を訪れた際に、村の森林組合や木材協同組合の組合員らに部材を隙間なく組み合わせる工法を指導し、「あれだけの災害のあとなのにひたむきで、復興にかける、強い思いを感じた」と語った。 

## 評価
- 1973年ジャパンファニチャーショー内閣総理大臣賞
- 1984年年鑑　日本のインテリアデザイン賞（社団法人インテリアデザイナー協会）
- 1995年通商産業省認定　グッドデザイン賞「New KABUTO PP327,PP328」
- 1998年グッドデザイン賞受賞「TAKAYAMA WOOD WORKS W512・W514・W523・W560」
- 2003年2003東京国際家具見本市（IFFT）アワード金賞「楽風庵ダイニングセット」
- 2005年グッドデザイン賞受賞「楽風庵」